# Sin City
Sin City é o título de série de histórias em quadrinhos escrita por Frank Miller e publicados no formato de film noir.
O primeiro título da série foi publicado na revista "Dark Horse Presents" de Abril de 1991 a Junho de 1992, dividido em treze partes com diversas histórias de duração distintas que se seguiram. Todas as histórias são situadas na cidade fictícia de Basin City, com personagens recorrentes e histórias co-relacionadas.
Uma adaptação cinematográfica Sin City estreou em 1 de Abril de 2005 nos EUA, em 9 de Junho em Portugal e em 29 de Julho de 2005 no Brasil, com direção de Robert Rodriguez, Frank Miller e Quentin Tarantino como "Diretor Especial Convidado". Todas as histórias já publicadas foram reimpressas com novas capas durante os meses que antecederam a estreia do filme, no exterior.
No Brasil foi lançada pelo menos a metade da série (veja títulos em português abaixo) em formato encadernado pelas editoras Globo e Pandora Books. Os direitos de publicação no país pertencem atualmente à editora Devir Livraria que também edita a série em Portugal.

## A cidade
Basin City, mais frequentemente citada pelo seu apelido: Sin City (BaSin City). É uma cidade fictícia no Noroeste norte-americano, localizada numa zona desértica algures nas fronteiras de Seattle onde raramente chove. A cidade é também conhecida pelos seus polícias covardes, preguiçosos ou corruptos.
Durante a Corrida do Ouro a Família Roark trouxe várias mulheres para a região para agradar os seus mineiros. Essas mulheres acabaram por formar o famoso distrito da Cidade Velha, o território das prostitutas.
Algumas das localidades de Sin City:
- Cidade Velha (Old Town), a zona de meretrício e está fora dos limites da polícia, a menos se forem às "compras". É o lugar onde a população de prostitutas da cidade reside; veio recentemente a estar sob o controle das gêmeas Goldie e Wendy, depois de um acordo com a máfia e as forças policiais. No entanto, querendo perfeitamente acoplar em quase todos os atos sexuais pelo preço certo, as mulheres da Cidade Velha não mostram nenhuma misericórdia àqueles que "quebrem as regras" e defendem a sua independência com a força letal.
- Mansão Roark (Sacred Oaks), é o repouso aos ricos e poderosos de Basin City. Este subúrbio encontra-se fora da cidade, exatamente uma hora e meia de condução encosta acima fora da cidade. Uma espécie de universidade é também encontrada lá, e toda a área é patrulhada por empregados armados dos seus habitantes ricos.
- Kadie's (Kadie's Club Pecos), uma boate de strip-tease onde Nancy Callahan e Sheelie trabalham, e que Dwight McCarthy e Marv frequentam, se bem que é frequentada quase unicamente por homens bêbados e violentos. Kadie’s é uma das áreas as mais seguras em Sin City. Marv, que possui um extraordinário sentido de cavalheirismo, protege as empregadas do Kadie’s de toda a violência instalada lá dentro.
- Fazenda dos Roark (vulgo "A Fazenda"), localizada no norte da cidade, esta fazenda aparece em várias histórias, como "A Cidade do Pecado" e "O Assassino Amarelo". É também a casa de Kevin, um assassino em série que tem ligações com a família Roark. Marv incendeia uma das casas, e a fazenda é abandonada após as primeiras histórias de Sin City.
- Os Cortiços, o lado pobre e decadente de Sin City, é um conjunto habitacional onde o crime segue impune. Este é o local de nascimento de Marv. Os seus habitantes evoluíram aparentemente a sua própria sociedade independente no qual não existe quase nenhum contato legal com o mundo exterior.

## Personagens

### Protagonistas
- Marv, um brutamontes durão e violento, que gasta seu tempo pelas ruas da cidade prestando serviços sujos para várias pessoas.O seu código de honra pessoal reza pelo pagamento de dívidas e uma espécie de cavalheirismo com as mulheres. É um exemplo clássico do anti-herói noir.
- Dwight McCarthy, um fotógrafo que, ao ganhar um novo rosto depois de uma cirurgia plástica, ficou em débito com as mulheres da Cidade Velha. Ele irá aos extremos para pagá-la.
- Detetive John Hartigan, 60 anos, que após 30 anos de serviço à justiça decide abandonar a profissão, um dos poucos (senão o único) policial honesto de toda a corporação. Tem uma cicatriz chamativa na testa.
- Goldie & Wendy, as prostitutas gémeas que controlam a Cidade Velha.
- Gail, uma prostituta e dominatrix cuja especialidade é o chicote. É uma das autoridades da Cidade Velha e tem um relacionamento de amor/ódio com Dwight McCarthy.
- Wallace, é um herói de guerra, que tenta ganhar a vida como ilustrador, mas tem o péssimo hábito de sempre fazer o que acha correto.

### Antagonistas
- Kevin, um sociopata praticamente mudo que vive na fazenda, mata mulheres e canibaliza seus restos mortais. Seu lobo de estimação fica com as sobras. Kevin é apadrinhado do Cardeal Roark.
- Cardeal Patrick Henry Roark, um sacerdote católico, irmão do senador Roark. Usa ocasionalmente Kevin como seu assassino pessoal, e até mesmo junta-se a ele em seus rituais canibalísticos.
- Ava Lord, ex-amante de Dwight McCarthy que manipula os homens através de sua aparência e fingida inocência.
- Manute, um "Armário" de segurança, sua especialidade é a tortura, que adora executar com suas mãos, não deixando sequer um único hematoma. Perdeu um olho em uma briga com Marv.
- Detetive Jack "Jackie Boy" Rafferty, ex-namorado de Shellie; costumava espancá-la.
- Roark Jr., filho do senador Roark. Bonito, jovem e rico, mas um assassino pedófilo acobertado por seu pai e pela polícia.
- Senador Roark, um político corrupto com grande influência na cidade, eliminando qualquer um que se atreva a entrar em seu caminho.

### Outros
- Detetive Bob, parceiro corrupto de Hartigan.
- Lucille, agente de condicional de Marv e advogada de Hartigan.
- Miho, uma assassina japonesa que trabalha na Cidade Velha.
- Shellie, garçonete no Kadie's. Namorada ocasional de Dwight McCarty.
- Nancy Callahan, stripper de 19 anos que trabalha no Kadie's. Foi salva quando criança pelo detetive John Hartigan.
- Mariah, é uma assassina de aluguel, que utiliza roupa rajada.

## Histórias de Sin City
(por ordem de lançamento)

### Sin City (The Hard Goodbye)
A Cidade do Pecado
O começo de tudo. Publicado originalmente na revista Dark Horse Presents 51-62 de junho de 1991 a junho de 1992.
Marv é um troglodita com sérios problemas psicológicos. Tudo muda quando ele conhece Goldie, que lhe proporciona sua primeira noite de amor e aparece morta misteriosamente no dia seguinte. Marv fará de tudo para desvendar e vingar a morte de Goldie, nem que ele mesmo tenha de morrer pra isso.

### A Dame to Kill For
A Dama Fatal
Publicado originalmente de novembro]] de 1993 a maio de 1994.
Venceu o Eisner Award de "Melhor Minissérie" em 1995.
Aqui o fotógrafo Dwight McCarty (com a ajuda de Marv) tenta resgatar sua ex-noiva, Ava Lord, das mãos de um sádico marido. Mas Dwight começa a suspeitar que as coisas não são exatamente o que parecem com Ava…

### The Babe Wore Red and Other Stories
A Dama de Vermelho
Publicada originalmente em novembro de 1994. É a republicação de três contos, agora numa única edição:
- "And Behind Door Number Three?" (4 páginas)

"E Atrás da Porta Números Três?"
Alguém está matando a facadas as garotas da Cidade Velha, mas isso não irá muito longe depois que Wendy e Gail montam uma armadilha para o assassino.
- "The Customer Is Always Right" (3 páginas)

"O Cliente Tem Sempre Razão"
Dois personagens anônimos, "O Vendedor" e "A Cliente", encontram-se no terraço de um prédio numa noite chuvosa. Aparentemente estranhos um para o outro, eles têm alguma coisa em comum, um débito que terá que ser quitado.
- "The Babe Wore Red" (24 páginas)

"A Dama de Vermelho"
Dwight recebe um telefonema de seu amigo Fargo, apenas para encontrá-lo morto horas depois. Dois assassinos em seu encalço e uma misteriosa dama de vermelho são as chaves para desvendar esse mistério.

### Silent Night
Noite de Paz
Pequeno conto publicado em novembro de 1994. Aparentemente não tem relação com as demais histórias de Sin City.

### The Big Fat Kill
A Grande Matança
Publicado originalmente de novembro de 1994 a maio de 1995.
Venceu o Eisner Award de "Melhor Minissérie" em 1996.
Jack Rafferty acha que seu distintivo de policial lhe dá passe livre para fazer o que bem entender em Basin City. Mas não na Cidade Velha, reduto das prostitutas da cidade, uma terra onde quem cria e executa as leis são as próprias. Mas a trégua está prestes a acabar quando Jack entra no caminho de Dwight McCarty.

### That Yellow Bastard
Aquele Sacana Amarelo (em Portugal) / O Assassino Amarelo (no Brasil)
Publicado originalmente de fevereiro a julho de 1996.
Um dia antes de se aposentar, o honesto policial John Hartigan cumpre sua última missão: prender Hoark Jr., filho de um poderoso político de Sin City, suspeito de violentar e matar crianças. Hartigan salva Nancy Callahan, uma garotinha de 11 anos que seria a mais nova vítima de Roark, apenas para ser baleado, preso e acusado de crimes que não cometeu. Mas oito anos depois Nancy, agora uma stripper, está em perigo novamente, e Hartigan fará o que for necessário para salvá-la mais uma vez.

### Daddy´s Little Girl
A Garotinha do Papai
Publicado originalmente na revista A Decade of Dark Horse número 1 de julho de 1996 e reimpresso em Tales To Offend número 1 de julho de 1997.
John é um homem de meia-idade que se apaixona por uma garota mais rica e mais nova, Amy. Mas ela insiste em dizer que seu pai não quer que os dois fiquem juntos, e uma arma automática é a solução proposta pela jovem para que o assunto seja resolvido.

### Lost, Lonely, & Lethal
Perdida, Sozinha e Mortal
Publicado em dezembro de 1996.

### Sex & Violence
Sexo & Violência
Publicado em março de 1997.

### Just Another Saturday Night
Apenas Outra Noite de Sábado
Publicado em agosto de 1997.
Marv está nos Cortiços, cercado por jovens mortos e carros acidentados, mas não consegue lembrar como e nem porque chegou ali. Ele acende o cigarro de um dos defuntos, e as lembranças começam a fluir…

### Family Values
A Noite da Vingança
Publicado em outubro de 1997.
Aconteceu algo muito ruim em Sin City, mas nem mesmo os criminosos que cometeram este ato terrível tem noção do que fizeram. Mas as prostitutas da Cidade Velha sabem muito bem, e contando mais uma vez com a ajuda de Dwight, irão atrás dos responsáveis.

### Hell and Back (a Sin City Love Story)
De volta ao Inferno (Uma História de Amor)
Publicado originalmente de julho de 1999 a abril de 2000.
Wallace é um herói de guerra que tenta ganhar a vida como ilustrador, mas isso não tem sido nada fácil. Para seu azar, ele salva uma linda garota chamada Esther apenas para vê-la raptada pouco depois.
O problema é que Wallace se apaixonou por ela e, além de estar disposto a fazer de tudo para encontrá-la, acabará desvendando um mistério maior do que ele imagina…